# Presidente Bernardes (kommun i Brasilien, Minas Gerais)
Presidente Bernardes är en kommun i Brasilien.   Den ligger i delstaten Minas Gerais, i den sydöstra delen av landet, 700 km sydost om huvudstaden Brasília. Antalet invånare är 5 537. Arean är 237 kvadratkilometer.
Terrängen i Presidente Bernardes är huvudsakligen kuperad, men norrut är den platt.
Omgivningarna runt Presidente Bernardes är huvudsakligen savann. Runt Presidente Bernardes är det ganska glesbefolkat, med 30 invånare per kvadratkilometer.